# Tiësto

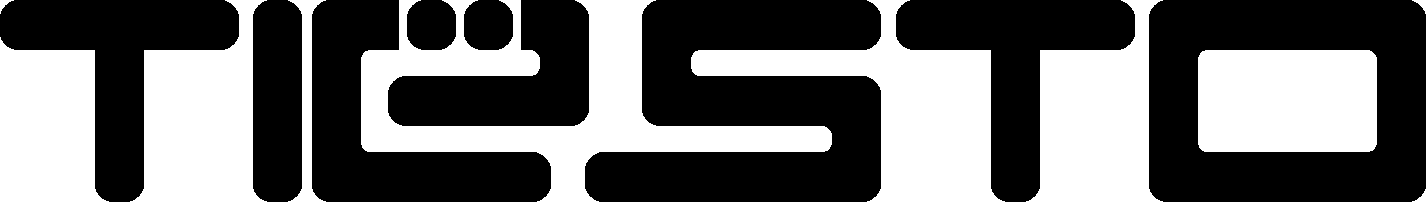
Logo von Tiësto

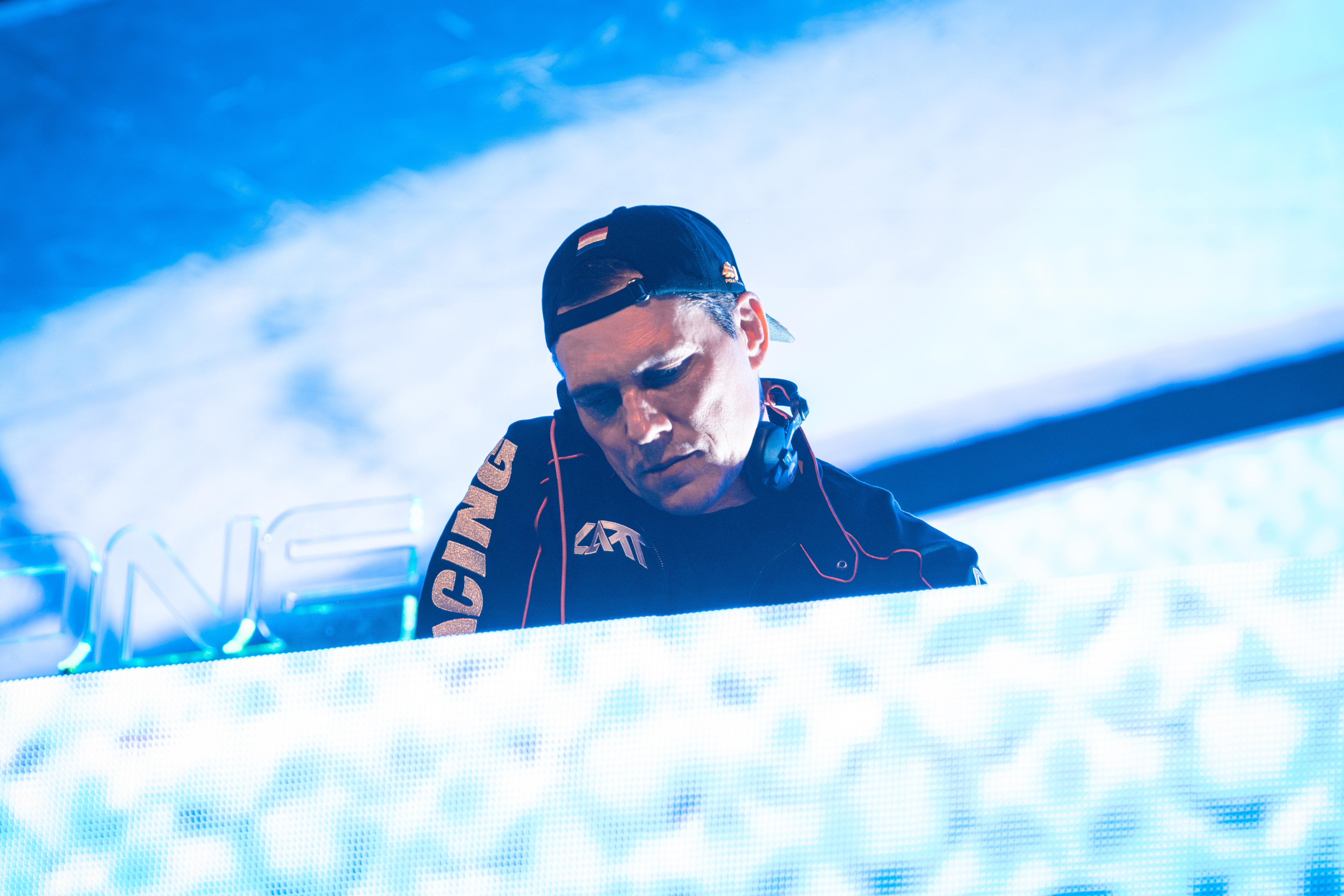
Tiësto auf dem Airbeat One Festival 2024

Tiësto [ˈtiɛsto] (* 17. Januar 1969 in Breda; bürgerlicher Name Tijs Michiel Verwest [ˈtɛi̯s miˈxiːɫ vərˈʋɛst]) ist ein niederländischer DJ, Musikproduzent und Grammy-Preisträger, der im Jahr 2000 seinen Durchbruch feierte und seither als einer der bekanntesten DJs weltweit gilt. Tiësto gilt für viele Musiker auch als eine Art Mentor. Während ihres Aufstiegs unterstützte er unter anderem Martin Garrix, Hardwell, Mike Williams und KSHMR.

## Karriere

### Bis 2001: Musikalische Anfänge
Tiësto begann sich schon als Achtjähriger für die Arbeit des Disc Jockeys (DJ) zu interessieren. In seiner Jugend legte er dann als Resident-DJ des kleinen Clubs Spock in Breda, wo auch sein späterer Freund und ebenfalls DJ Hardwell aufwuchs, auf. Dort wurde er von Trendscouts aus Rotterdam entdeckt.
Mitte der 1990er Jahre veröffentlichte er selbstproduzierte Tracks unter mehreren Künstlernamen und bei verschiedenen Labels. Im Jahr 1997 gründete er mit seinem Freund und Produktionspartner Arny Bink das in der Szene mittlerweile legendäre Label Black Hole Recordings. Der große Durchbruch kam für Tiësto im Jahr 2000 mit dem Remix von Deleriums Silence (mit der Stimme von Sarah McLachlan), der Platz drei der Billboard-Charts erreichte.
Nach einigen Mix-CDs kam 2001 sein Debütalbum In My Memory auf den Markt. Das Album war ein großer Erfolg, auch in den USA. In den niederländischen Album-Charts rückte es bis ins obere Viertel vor und erreichte Gold-Status.

### 2002–2004: Nummer-eins-DJ und steigende Popularität

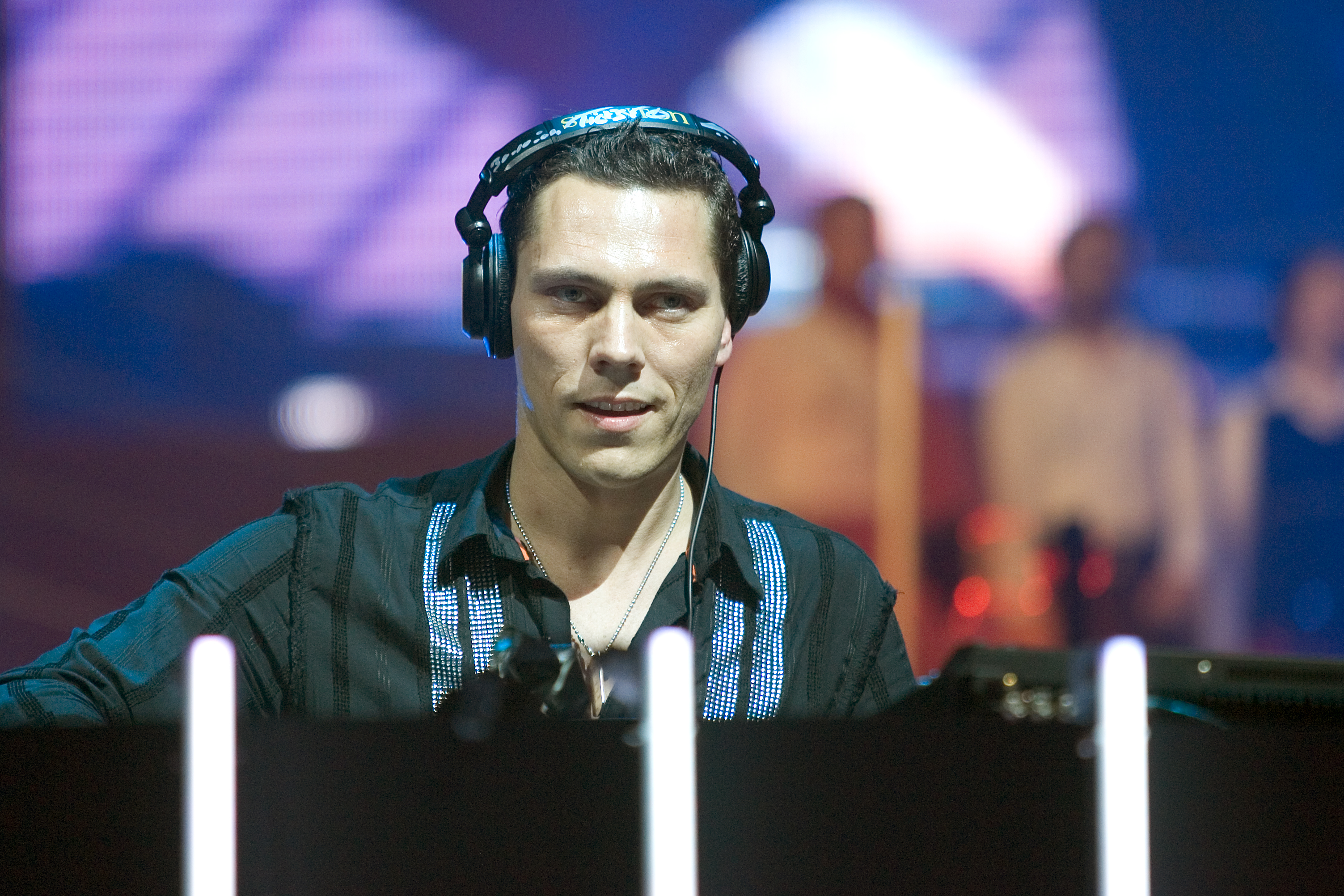
Tiësto beim Arnhem’s Gelre Dome 2004

2002 wurde er erstmals von den Lesern des britischen DJ Mag zum besten DJ der Welt gewählt. 2003 und 2004 verteidigte er seinen ersten Platz. Im Jahr 2003 war er mit Tiësto In Concert der erste DJ, der allein in einem Stadion (GelreDome in Arnheim, Niederlande) vor 25.000 Zuschauern Platten auflegte.
Am 13. August 2004 begleitete er bei den Olympischen Sommerspielen in Athen den Einmarsch der Athleten ins Stadion. Dies ist mit Millionen von Zuschauern in aller Welt wahrscheinlich der bis dato größte Gig eines DJs. Im Zuge des Auftritts veröffentlichte Tiësto das Album Parade of the Athletes, das ein Mix-Album aktueller sowie vergangener kommerzieller Erfolge darstellt.
Am 6. April 2004 veröffentlichte er sein zweites Studioalbum Just Be. Dieses erreichte die Spitze der niederländischen Album-Charts und hatte auch über die Grenzen hinaus Erfolg. Die Single-Auskopplungen Love Comes Again, Traffic und Just Be erreichten Top-drei-Platzierungen in den Niederlanden und platzierten sich in weiteren europäischen Single-Charts. Zudem entwickelten sich diese Tracks zu Trance-Hymnen.
Des Weiteren veranstaltete er Tiësto In Concert 2, wo er vor 70.000 Fans eine gewaltige Show ablieferte. Tiësto hatte 2004 über 100 Gigs, darunter auch regelmäßige Auftritte in bekannten Clubs wie dem Amnesia auf Ibiza und Gatecrasher in Sheffield. Ebenfalls 2004 ehrte Königin Beatrix ihn wegen seiner Verdienste um die niederländische Dance-Szene mit der Verleihung des Ordens von Oranien-Nassau im Range eines Offiziers. Die Ehrung ist ähnlich der Verleihung des Bundesverdienstkreuzes in Deutschland.

### 2005–2008: Clublife-Tournee und -Podcast

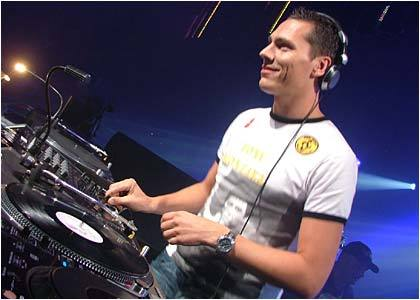
Tiësto während seiner Elements of Life Tour 2007

2005 hatte er einen Soloauftritt im Disneyland Paris und vier Konzerte in den USA (Los Angeles, Washington, D.C., Miami und New Orleans) im Rahmen der Tiësto In Concert USA-Tour. Im gleichen Jahr folgte die Tiësto CEE Tour 2005, während er Städte wie Prag, Bratislava, Zagreb, Belgrad und Budapest besuchte. 2006 war Tiësto bei der Neuauflage der Loveparade dabei.
Seit dem 6. April 2007 hat Tiësto eine wöchentliche Radiosendung beim niederländischen Radiosender Radio 538. In „Tiësto’s Club Life“ präsentiert er aktuelle elektronische Tanzmusik und gibt in den „15 Minutes of Fame“ Nachwuchs-DJs eine Plattform, um sich einem breiten Publikum zu präsentieren. Ursprünglich sollte die Sendung „Club Nouveau“ heißen, wurde aber aufgrund von Namensstreitigkeiten nach fünf Shows umbenannt. Eine internationale Version auf Englisch wird auch als Podcast angeboten. Im April 2011 wechselte Tiësto den Radiosender und verlegte seine Show „Club Life“ zu 3FM. Diese erscheint seit längerer Zeit auch in einzelnen einstündigen Versionen auf Internetplattformen wie Soundcloud und YouTube.
Im Jahr 2008 legte Tiësto zwischen dem 7. Juli und dem 22. September im Privilege jeden Montag als neuer Resident-DJ auf. 2008 und 2009 wurde Tiësto bei den International Dance Music Awards (IDMA) auf der Winter Music Conference in Miami zum besten DJ der Welt gewählt. Seine Einstellung zu seiner Arbeit als DJ beschreibt er mit: „Ich fühle die Energie der Menge und versuche sie zurückzugeben, um eine Gemeinschaft zu bilden.“

### 2009 bis 2010: Musical Freedom & The Greatest DJ Of All Time

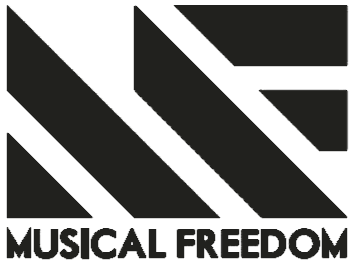
Logo seines Musical-Freedom-Labels

Im August 2009 startete er sein eigenes Label „Musical Freedom“, nachdem er sich von seinem früheren Label „Black Hole Recordings“ getrennt hatte. Tiësto war der Meinung, dass seine Musik in eine neue Richtung geht, nämlich viel mehr in den Bereich des Progressive- und Electro-House anstelle von Trance, die nicht mehr mit der Richtung von Black Hole Recordings übereinstimmte. Bei diesem Plattenlabel veröffentlichte er auch die Singles anderer Künstler, darunter Dzeko & Torres und MOTi.
Am 6. Oktober 2009 veröffentlichte er sein fünftes Studioalbum Kaleidoscope. Mit diesem erreichte ein weiters mal die Charts zahlreicher europäischer Länder. Bereits vorab wurden die Lieder I Will Be Here mit Sneaky Sound System und Feel It in My Bones mit Tegan and Sara ausgekoppelt. Beide konnten die Single-Charts mehrerer Länder erreichen. Parallel zum Album erschien der Song Escape Me als Single. Weitere Kollaborationen für das Album erfolgten unter anderem mit Dizzee Rascal und Calvin Harris.
Im März 2010 erschien das Lied Who Wants to Be Alone als letzte Single-Auskopplung aus Kaleidoscope. Diese wurde zusammen mit der kanadischen Sängerin Nelly Furtado aufgenommen und konnte in Polen bis auf Platz eins vorrücken. Im August 2010 veröffentlichte Tiësto eine Remix-Version des Albums auf dem unter anderem Remixe von Künstlern wie Avicii, Mysto & Pizzi und Ferry Corsten.
Im April 2010 veröffentlichte er zusammen mit der Three 6 Mafia, Sean Kingston und Flo Rida den Track Feel It. Im Gegensatz zu seinem vorher eher Trance-lastigen Stil ließ sich dieser viel eher in den Bereich des Electro-House einordnen. Der Track entwickelte sich zu einer seiner bis dato erfolgreichsten Veröffentlichungen. Während in seiner Heimat eine Chartplatzierung ausblieb, konnte Feel It in Deutschland Platz 21 und in Österreich Platz 20 erreichen. Des Weiteren erreichte Tiësto erstmals eine Platzierung in den USA.

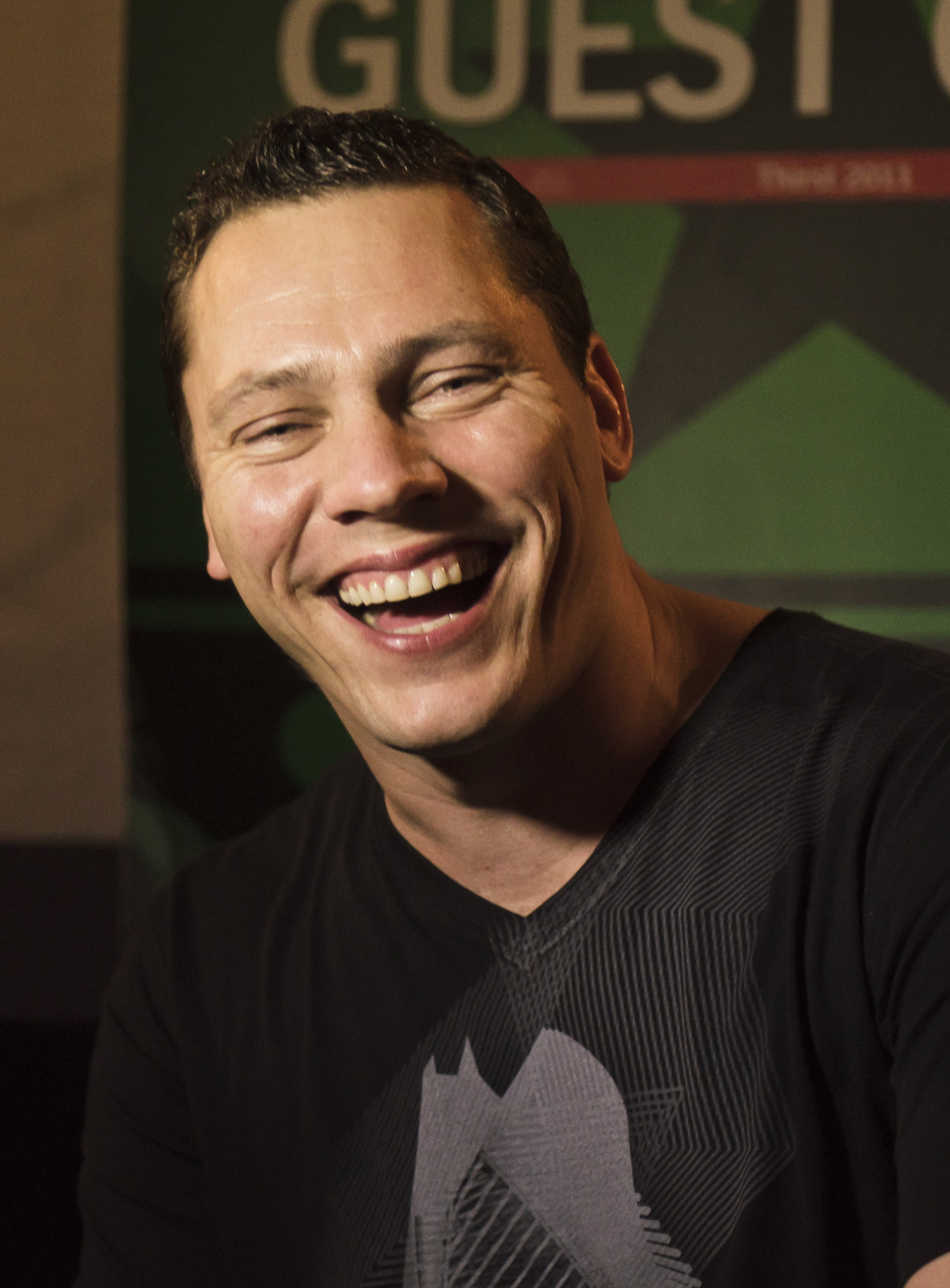
Tiësto bei einem Interview 2011

Im Jahr 2010 legte er auf der Loveparade in Duisburg auf. Er galt bis zum Jahre 2015 zu den bestverdienenden DJs der Welt mit einem Jahreseinkommen von 22 Millionen Dollar. 2015 übertraf Calvin Harris ihn mit einem Einkommen von 60 Millionen US-Dollar. Im Februar 2011 wurde er von dem weltweit größten DJ-Magazin MixMag zum „The Greatest DJ Of All Time“ gewählt. Viele weitere Auszeichnungen folgten. Bis heute zählen diese über 50.

### 2011 bis 2012:C’mon (Catch ’Em by Surprise)
Am 19. Februar 2011 erschien der Track C’mon (Catch ’Em by Surprise). Diesen produzierte er bereits vorher als Instrumental-Track gemeinsam mit dem US-amerikanischen Musiker Diplo. Die Vocal-Version entstand in Zusammenarbeit mit dem Rapper Busta Rhymes. Das Lied entwickelte sich zu einem seiner erfolgreichsten Tracks und konnte unter anderem in Deutschland, dem Vereinigten Königreich sowie einer Reihe weiterer Länder hohe Chartplatzierungen erreichen.
Parallel veröffentlichte Tiësto gemeinsam mit Hardwell, der ihn als Idol bezeichnet, das Lied Zero 76. Ausschlaggebend für den Titel war die Telefonvorwahl „076“ ihrer Heimatstadt Breda. Tiësto ermöglichte ihm einen Gastauftritt bei einem seiner Konzerte. Zudem traten sie im Jahr 2014 auf dem Tomorrowland Festival in Belgien auf. Ihr gemeinsames Set wurde auf YouTube innerhalb kürzester Zeit mehrere Millionen Male aufgerufen. Kurz darauf erschien Maximal Crazy. Dieser entwickelte sich zu einem maßgebenden Erfolg in der EDM-Szene.
Im Folgejahr veröffentlichte er den zweiten Teil seiner Club-Life-Kompilations-Reihe mit dem Zusatz Volume Two Miami. Auf diesem war eine neue Produktion mit dem Titel We Own the Night zu finden. Das Lied entstand mit dem US-amerikanischen DJ und Produzenten Wolfgang Gartner. Eine Vocal-Version wurde gemeinsam mit der britischen Sängerin Luciana Caporaso. Chasing Summer stellt eine weitere Neuproduktion dar.
Gegen Ende 2012 veröffentlichte Tiësto das Lied Make Some Noise, mit dem er sich weiter von seinem früheren Trance-Stil abgrenzte. Insbesondere ein Remix von Dyro konnte Aufmerksamkeit auf sich ziehen. Eine Vocal-Version entstand mit dem Sänger Ben McInerney der Musikgruppe New Navy. Parallel kollaborierte er mit Showtek an dem Lied Hell Yeah. Ein Remix zu ihrem Lied Get Loose erreichte eine Platzierung in den niederländischen Singlecharts.

### 2013 bis 2014:A Town Called Paradise

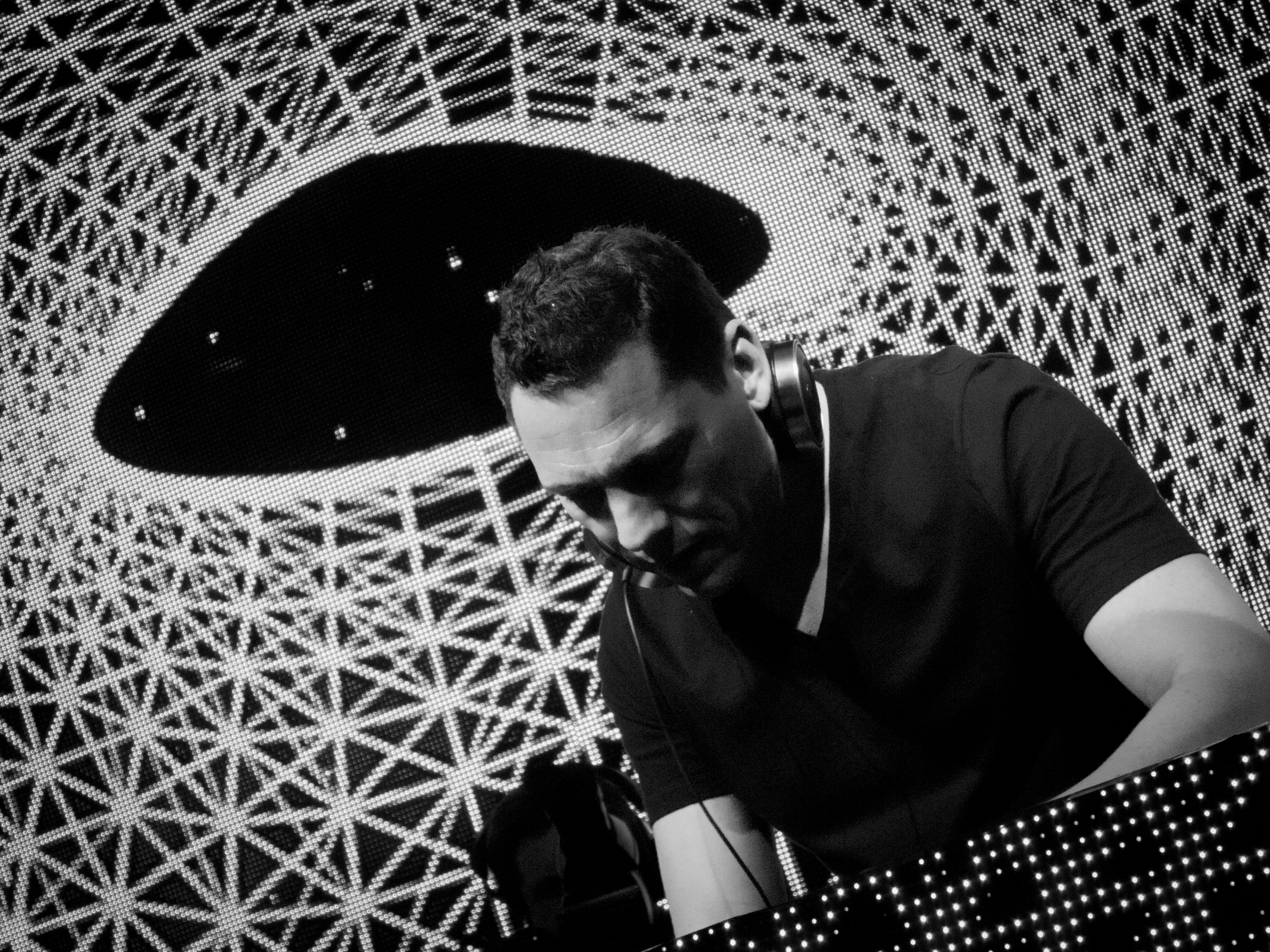
Tiësto (2012)

Im Frühjahr produzierte er gemeinsam mit den DJs und Produzenten Quintino und Alvaro das Lied United als Hymne für das Ultra Music Festival 2013. Im Laufe des Jahres erschien eine Reihe weitere Produktionen über sein Plattenlabel. Hinter diesen verbergen sich unter anderem Kollaborationen mit unter anderem MOTi, Dyro und Nari & Milani. Allesamt vertraten sie den Bereich des Electro-House. Ebenfalls produzierte er unter anderem mit Blasterjaxx und Moska mehrere Remixe.
Im Sommer des Jahres 2013 gab Tiësto bekannt, dass für 2014 die Veröffentlichung eines neuen Studioalbums geplant sei. Der Musikstil bewege sich zwischen Dance-Pop und Progressive-House. Hierzu sagte er, dass er in einem Interview mit DJ Mag erzählte, dass er seine Rolle als Tiësto Trance-Guy als auserzählt ansehen würde und mit den neuen, jungen Nachwuchs-Größen der Szene, die ihn als eine Art „Godfather“ sehen würden, in Verbindung stehen wolle. Beim Tomorrowland-Festival 2013 spielte er erstmals ausgewählte Lieder des Albums.
Als erste Vorab-Single wurde Red Lights im Februar 2014 veröffentlicht. Gesungen wird das Lied von Michel Zitron, dem Studiopartner von John Martin. Der Track erreichte die Charts in einer Vielzahl von Ländern. In Großbritannien, Irland, Norwegen, Schweden und Australien erreichte er die Top 10. Des Weiteren erschienen im Internet Studioversionen einiger weiterer Lieder, die auf dem Album vorhanden sein werden. Darunter sind eine Zusammenarbeit mit Icona Pop sowie das Lied Footprints (Around the World), das von Cruickshank gesungen wird und lange als zweite Single-Auskopplung gehandelt wurde. Als zweite Auskopplung erschienen letztlich der Track Wasted zusammen mit dem Sänger Matthew Koma als Single. Am 25. April 2014 wurde dann auch das offizielle Musikvideo zu Wasted, das Erscheinungsdatum von A Town Called Paradise und die Titelliste veröffentlicht.
Ebenfalls im Jahr 2014 remixte er die Ballade All of Me des US-amerikanischen R&B-Sängers John Legend, die im Herbst 2013 hohe Chartplatzierungen erreichen konnte. Der Remix wurde an seinem 45. Geburtstag im Januar 2014 als Einzeltrack veröffentlicht und konnte als „Tiësto’s Birthday Treatment“ den Song erneut in die Singlecharts bringen und erreichte mit dem Remix in einigen Ländern sogar die Spitze der offiziellen Hitparade. Seine Version des Lieds erhielt 2015 einen Grammy Award für die beste Remix-Aufnahme des Jahres. Weitere Nominierte waren unter anderem Audien und Robin Schulz.
Des Weiteren wurde im Winter 2014 die offizielle Tracklist des Studioalbums United We Are des ebenfalls niederländischen DJs Hardwell, mit dem er im Laufe seiner Karriere öfters auftrat (unter anderem beim Tomorrowland), bekanntgegeben. Unter den Liedern fand sich auch das Lied Colors wieder, bei dem Hardwell und der schwedische Singer-Songwriter Andreas Moe mitwirkten. Beim Ultra Music Festival spielte der DJ eine große Auswahl neuer Lieder. Darunter war eine Neuaufnahme des Liedes L’amour toujours von Gigi D’Agostino, die er zusammen mit Dzeko & Torres aufnahm, die langerwartete Single The Only Way Is Up gemeinsam mit Martin Garrix sowie eine Kollaboration mit MOTi.

### 2015: Kollaborationen mit Newcomern
Im Laufe des Jahres 2015 erschienen über sein Plattenlabel eine Reihe an Kollaborationen. Den Anfang machte das Lied Secrets, das zusammen mit dem US-amerikanischen Produzenten KSHMR und der Sängerin Vassy aufnahm. Auf dem Ultra Music Festival im März 2015 holte Tiësto KSHMR auf die Bühne, womit dieser erstmals seine Identität preisgab. Secrets konnte in Österreich, Schweiz sowie den Niederlanden die Charts erreichen. Nicht nur kommerziell, sondern auch in den Diskotheken und auf Festivals wurde starke Popularität erreicht.
Am 4. Mai 2015 veröffentlichte er das Lied The Only Way Is Up. Dieses entstand in Zusammenarbeit mit dem Youngster Martin Garrix, der von Tiësto zu einer Musikkarriere inspiriert wurde. The Only Way Is Up setzte für Garrix den Grundstein einer musikalischen Neuausrichtung in dem Bereich des Progressive-House’. In den Download-Charts mehrerer Länder konnte das Lied hohe Chartplatzierungen erreichen. Auch auf Beatport wurde der Erfolg unterstrichen. Gleichzeitig agierte der Track als Werbesong für 7 Up, weshalb in der Wüste zwei Bühnen mit unterschiedlichen Lichtfarben errichtet wurden, auf denen Tiësto und Garrix gegeneinander antreten.
Gemeinsam mit den Chainsmokers folgte das Lied Split (Only U). Die Melodie des Titels basiert auf dem Lied Only U von Ashanti aus dem Jahr 2004. Innerhalb kürzester Zeit stieg der Big-Room-Song bis auf Platz eins der Beatport-Charts, wo er mehrere Tage verweilte. In die Charts rückte das Lied lediglich in Frankreich und Belgien. Für Aufsehen sorgte hingegen das Video, wo die Chainsmokers zu sehen sind, wie sie Tiësto entführen und ermorden, woraufhin sich dieser als Untoter rächt.
Der Future-House Track Chemicals mit Don Diablo und Singer-Songwriter Thomas Troelsen stellt einen Spätsommer-Hit dar. Wie auch die Vorgänger erreichte der Song die Spitze der Beatport-Charts. Wombass folgte im November 2015. Dieser wurde zusammen mit Oliver Heldens produziert. Eine Vocal-Version erschien zusammen mit Natalie La Rose unter dem Titel The Right Song und erreichte unter anderem die Singlecharts des Vereinigten Königreichs. Des Weiteren premierte er beim Ultra Music Festival einen Remix zu Faded von Alan Walker sowie das Lied Faster Than a Bullet, das eine weitere Kollaboration mit Vassy darstellt.

### 2016: AFTR:HRS & Auftritt als Marshmello

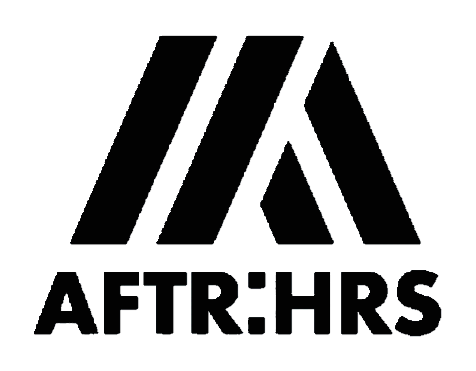
Logo seines AFTR:HRS-Label

Ende März 2016 erschien das Lied Making Me Dizzy, das in Zusammenarbeit mit Bobby Puma sowie dem Produzenten Maarten Vorwerk entstand. Am 22. April 2016 wurde das „Musical-Freedom“-Sublabel „AFTR:HRS“ gegründet. Dieses spezialisiert sich auf After-Hours-Lieder, die auf ruhigen Stilen basiert und sich somit meist in Genres wie Deep-House und Downbeat einordnen lassen. In einem ähnlich experimentellem Stil wie Making Me Dizzy erschien im Mai 2016 What You’re Waiting For, eine Kollaboration mit Ummet Ozcan. Eine Zusammenarbeit mit dem Bass-House-DJ Jauz erschien am 15. Juli 2016 Lied Infected. Nachdem er im Vorjahr dem niederländischen Future-House-DJ Mike Williams zu seinem Durchbruch verhalf, veröffentlichten sie Ende Juli 2016 gemeinsam das Lied I Want You.
Als Nachfolger zu seinem erfolgreichen Remix zu John Legends Lied All of Me erschien am 17. Juni 2016 der gemeinsame Song Summer Nights. Dieser wurde kommerziell gestaltet und erreichte unter anderem in den Niederlanden, Großbritannien und den Niederlanden die offiziellen Singlecharts. Als Free-Track erschien eine zweite Kollaboration mit DallasK. Diese trägt den Titel Your Love und stellt somit durch die Titel Show Me und Your Love ein Sequel dar. Stilistisch und inhaltlich schließt der Nachfolger jedoch nicht an ihrer ersten Kollaboration an.
Am 19. Juni 2016 trat Marshmello bei EDC 2016 in Las Vegas auf. Dort wurde verkündet, dass er seine Identität preisgeben würde – unter der Maske befand sich jedoch Tiësto. Fans und Medien führen dies auf einen Werbegag zurück, da zum einen die Tourdaten unterschiedlich waren und auch ein Foto von Marshmello zusammen mit Tiësto (beide im gleichen Kostüm, Tiësto hat den Helm noch nicht aufgesetzt) mit dem Untertitel „die beiden maskierten DJs hängen vor der Show zusammen ab“ veröffentlicht wurde.

### 2017:Club Life, Vol. 5 – China
Am 13. Januar 2017 erschien die erste Vorab-Single-Auskopplung aus seinem kommenden Album. Diese trägt den Titel On My Way. Beteiligt war ebenfalls das englische Musiker-Duo Bright Sparks. In den offiziellen niederländischen Singlecharts rückte der Track bis auf Platz 26 vor. Bei dem Song wurden stilistische Parallelen zum Musikstil des französischen Produzenten Kungs bemerkt. Kurz darauf erschien ein von Moska produzierter House-Remix seines 2007 erschienenen Liedes Ten Seconds Before Sunrise sowie eine Neuproduktion seines Liedes Feel It in My Bones mit Riggi & Piros.
Im Mai 2017 folgte das Lied Boom, das in Zusammenarbeit mit Sevenn entstand und von den Musikern gemeinsam beim Ultra Music Festival 2017 premiert wurde. Der Track konnte mit über 100 Millionen Spotify-Klicks insbesondere auf Streaming-Diensten überzeugen. Auch Kritiker und EDM-Magazine lobten „wie hier mit der Vocal gespielt“ und „ein starkes Wiedererkennungsmerkmal entfaltet“ wird.
Am 8. September 2017 veröffentlichte Tiësto das Lied Scream, das er in Zusammenarbeit mit dem niederländischen DJ und Produzenten John Christian produzierte. Am 6. Oktober 2017 folgte das dazugehörige Kompilationsalbum Club Life, Vol. 5 – China. Hierbei agierten neben ihm John Christian und Swacq als Hauptakteure. Tiësto selber stellte auf diesem Album acht bis dato unveröffentlichte Produktionen vor. Der Track Brolab entstand dabei in Zusammenarbeit mit den zwei weiteren Protagonisten. Parallel mit dem Album erschien ebenfalls das Lied Carry You Home, das gemeinsam mit Stargate und Aloe Blacc entstand als Single.

### 2018 bis 2020:The London Sessions

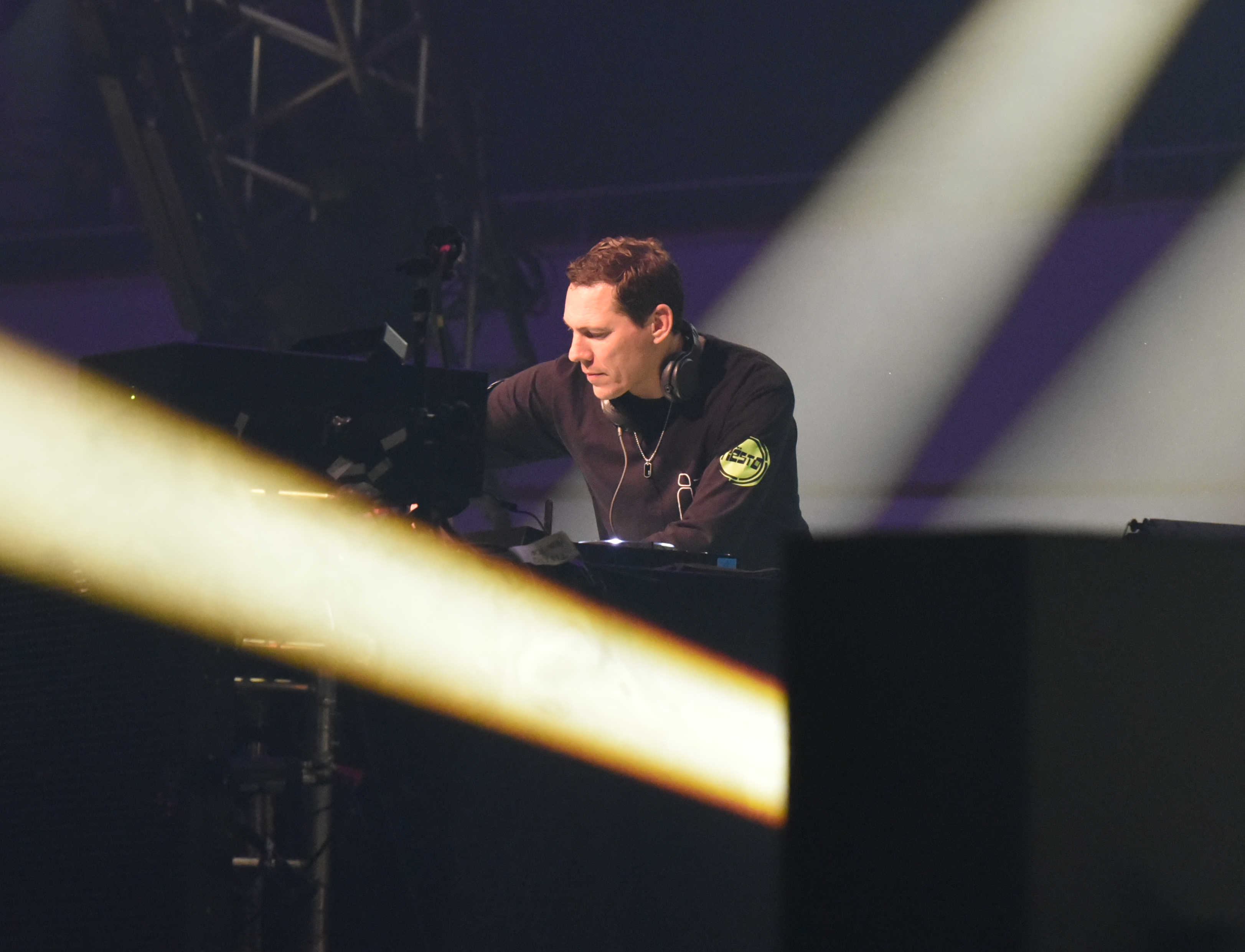
Tiësto auf der Mayday 2019

Am 26. Januar 2018 erschien eine Vocal-Version des im Vorjahr erschienenen Tracks Boom mit Sevenn. Dieser wurde gemeinsam mit dem US-amerikanischen Rapper Gucci Mane produziert. In Schweden konnte sich der Track durch die neue Version erstmals in den Singlecharts platzieren.
Am 25. März 2018 kündigte Tiësto seine erste EP an, die aus vier Liedern bestünde. Der erste Titel solle Melbourne-Bounce verkörpern, der zweite auf Progressive-House basieren, der dritte würde Future-House repräsentieren und der letzte Big-Room-House entsprechen. Am 30. März 2018 wurde die EP bestehend aus einer Neuaufnahme des Liedes I Like It Loud von Marc Acardipane alias Marshall Masters und The Ultimate MC, die zusammen mit John Christian entstand, Dawnbreaker mit Matisse & Sadko, Coming Home mit Mesto sowie Break the House Down mit MOTi veröffentlicht.
Am 18. Mai 2018 veröffentlichte er gemeinsam mit dem kanadischen Produzenten Dzeko das Lied Jackie Chan, dessen Vocals der US-amerikanische Rapper Post Malone und der kanadische Sänger Preme beisteuerten. Der Song bildet einen Remix des gleichnamigen Liedes von Malone und Preme solo, das auf Premes Studioalbum Light of Day enthalten war. Der Remix entwickelte sich zu einem kommerziellen Erfolg, der in über 10 Länder eine Top-10-Platzierung erreichen konnte und mehrere Schallplattenauszeichnungen erhielt. Auch das Musikvideo, das die Künstler als Videospiel-Figur im Minecraft-Stil zeigt, genoss starke Aufmerksamkeit.
Nachdem der Song im Laufe des Sommers unter anderem Teil der Sets von Hardwell und David Guetta war, veröffentlichte Tiësto am 24. August 2018 den Track Wow. Die aggressive Big-Room-Nummer entwickelte sich auch im Herbst fortwährend zu einem Festival-Tool und wurde von mehreren Online-Magazinen als Rückkehr zu seinen Wurzeln bezeichnet.
Am 31. Mai 2019 wurde mit dem englischen DJ und Produzenten Jonas Blue und Rita Ora die Single Ritual veröffentlicht, am 20. September 2019 folgte die Single God Is A Dancer mit der britisch-schwedischen Sängerin Mabel.
Am 17. April 2020 erschien die letzte Single Nothing Really Matters mit Becky Hill aus dem Album The London Sessions.
Am 15. Mai 2020 erschien sein Album The London Sessions.

### Seit 2021:The Business,Don't Be ShyundThe Motto
Zu einem großen Erfolg weltweit entwickelte sich die Single The Business. Der düster gehaltene House-Track entwickelte sich in das Jahr 2021 zu einem Erfolg und stieg in die Charts ein, in welchen er sich wochenlang hielt und bis Platz 3 im März 2021 vordrang. Insgesamt hielt sich The Business 41 Wochen in den deutschen Charts.
Am 13. August 2021 veröffentlichte Tiësto zusammen mit der kolumbianischen Latin-Sängerin Karol G die Single Don’t Be Shy. Am 4. November 2021 erschien die Single The Motto mit der US-amerikanischen Sängerin Ava Max. Die Single stieg in die Top-10 mehrerer Charts, unter anderem in Deutschland und in der Schweiz und erreichte Platz 1 in Polen und in den Niederlanden.
Im Januar 2023 veröffentlichte er die Single Lay Low. Tiësto schrieb den Song zusammen mit Dag Holtan-Hartwig.

## Rolle als Mentor
Seit seinem Auftritt bei den Olympischen Sommerspielen 2004 galt er für viele als ein Vorbild und weckte unter anderem in Hardwell und Martin Garrix den Wunsch, den Job des DJs ausüben zu wollen. In einem Interview mit dem Online-Magazin „We Rave You“ erzählte er, dass dies genau das ist, was ihm heute riesigen Spaß machen würde. Er setze sich mit neuen Künstlern in Verbindung, hole sie ins Studio und erschaffe etwas Neues. Die Zusammenarbeit mit den jungen Talenten, wäre sein größter Einfluss der letzten Jahre gewesen und es wäre das, was ihn heute am meisten erfüllen würde. Auch Hardwell und Garrix kontaktierte er vor ihrem Durchbruch privat, um ihnen Rückmeldungen zu ihren Produktionen zu geben und Zusammenarbeiten zu ermöglichen.

## Pseudonyme
Verwest ist nicht nur als Tiësto, sondern auch unter diversen anderen Pseudonymen bekannt, welche nachstehend aufgelistet sind:
| - A&T (Tiësto mit ATB) - Allure - Alibi (Tiësto mit Armin van Buuren) - Boys Will Be Boys (Angger Dimas mit Tiësto) - Da Joker - Drumfire - Hammock Brothers - Paradise In Dubs | - MassiV Bass - Passenger - Roze - Stray Dog - Tom Ace - Wild Bunch - Gouryella (Ferry Corsten mit Tiësto) - Control Freaks (Tiësto mit Rank 1) - T-Scanner | - Major League (Tiësto mit Armin van Buuren) - Kamaya Painters (Tiësto mit Benno De Goeij von Rank 1) - Steve Forte Rio - RobsenPonte - Leon SHM - TST - VER:WEST |

## Diskografie
Studioalben

| Jahr | Titel                  | Höchstplatzierung, Gesamtwochen, AuszeichnungChartplatzierungen (Jahr, Titel, Platzierungen, Wochen, Auszeichnungen, Anmerkungen) | Höchstplatzierung, Gesamtwochen, AuszeichnungChartplatzierungen (Jahr, Titel, Platzierungen, Wochen, Auszeichnungen, Anmerkungen) | Höchstplatzierung, Gesamtwochen, AuszeichnungChartplatzierungen (Jahr, Titel, Platzierungen, Wochen, Auszeichnungen, Anmerkungen) | Höchstplatzierung, Gesamtwochen, AuszeichnungChartplatzierungen (Jahr, Titel, Platzierungen, Wochen, Auszeichnungen, Anmerkungen) | Höchstplatzierung, Gesamtwochen, AuszeichnungChartplatzierungen (Jahr, Titel, Platzierungen, Wochen, Auszeichnungen, Anmerkungen) | Höchstplatzierung, Gesamtwochen, AuszeichnungChartplatzierungen (Jahr, Titel, Platzierungen, Wochen, Auszeichnungen, Anmerkungen) | Anmerkungen                                               |
| Jahr | Titel                  | DE | AT | CH | UK | US | NL | Anmerkungen                                               |
| ---- | ---------------------- | --- | --- | --- | --- | --- | --- | --------------------------------------------------------- |
| 2001 | In My Memory           | — | — | — | — | — | NL25 Gold · (39 Wo.)NL | Erstveröffentlichung: 15. April 2001 Verkäufe: + 35.000   |
| 2004 | Just Be                | DE51 (2 Wo.)DE | — | — | UK54 Silber · (2 Wo.)UK | — | NL1 Platin · (62 Wo.)NL | Erstveröffentlichung: 6. April 2004 Verkäufe: + 165.000   |
| 2004 | Parade of the Athletes | DE85 (1 Wo.)DE | — | — | UK84 Silber · (1 Wo.)UK | — | NL4 Gold · (29 Wo.)NL | Erstveröffentlichung: 6. April 2004 Verkäufe: + 110.000   |
| 2007 | Elements of Life       | DE62 (2 Wo.)DE | AT44 (3 Wo.)AT | CH77 (2 Wo.)CH | UK14 Silber · (6 Wo.)UK | US71 (4 Wo.)US | NL1 Gold · (25 Wo.)NL | Erstveröffentlichung: 16. April 2007 Verkäufe: + 183.000  |
| 2009 | Kaleidoscope           | DE61 (1 Wo.)DE | AT49 (2 Wo.)AT | CH73 (2 Wo.)CH | UK20 (3 Wo.)UK | US59 (4 Wo.)US | NL2 (42 Wo.)NL | Erstveröffentlichung: 6. Oktober 2009 Verkäufe: + 145.000 |
| 2011 | Kiss from the Past     | — | — | — | — | — | — | Erstveröffentlichung: 13. Juni 2011 als Allure            |
| 2014 | A Town Called Paradise | DE45 (1 Wo.)DE | AT22 (1 Wo.)AT | CH12 (4 Wo.)CH | UK22 (2 Wo.)UK | US18 (3 Wo.)US | NL11 (10 Wo.)NL | Erstveröffentlichung: 16. Juni 2014 Verkäufe: + 20.000    |
| 2020 | The London Sessions    | — | — | — | UK64 Silber · (3 Wo.)UK | — | NL54 (1 Wo.)NL | Erstveröffentlichung: 15. Mai 2020 Verkäufe: + 80.000     |
| 2023 | Drive                  | DE38 (3 Wo.)DE | AT35 (2 Wo.)AT | CH19 (25 Wo.)CH | UK34 Gold · (24 Wo.)UK | US87 Gold · (4 Wo.)US | NL33 (28 Wo.)NL | Erstveröffentlichung: 21. April 2023 Verkäufe: + 792.500  |